# عن آدم
عن آدم (بالإنجليزية: About Adam)‏ هو فيلم كوميدي تم إنتاجه في جمهورية أيرلندا والمملكة المتحدة وصدر في سنة 2001.

## بطولة
- كيت هدسون
- فرانسيس أوكونور

## وصلات خارجية
- عن آدم على موقع IMDb (الإنجليزية)
- عن آدم على موقع ميتاكريتيك (الإنجليزية)
- عن آدم على موقع روتن توميتوز (الإنجليزية)
- عن آدم على موقع نتفليكس (الإنجليزية)
- عن آدم على موقع ألو سيني (الفرنسية)
- عن آدم على موقع Turner Classic Movies (الإنجليزية)
- عن آدم على موقع أول موفي (الإنجليزية)
- عن آدم على موقع بوكس أوفيس موجو (الإنجليزية)
- عن آدم على موقع فيلمافينيتي (الإسبانية)
- عن آدم على موقع قاعدة بيانات الأفلام السويدية (السويدية)

1. ↑  "معلومات عن عن آدم على موقع filmaffinity.com". filmaffinity.com. مؤرشف من الأصل في 2015-10-22.
2. ↑  "معلومات عن عن آدم على موقع moviemeter.nl". moviemeter.nl. مؤرشف من الأصل في 2014-09-12.
3. ↑  "معلومات عن عن آدم على موقع metacritic.com". metacritic.com. مؤرشف من الأصل في 2018-08-31.